# Miguel Hernández

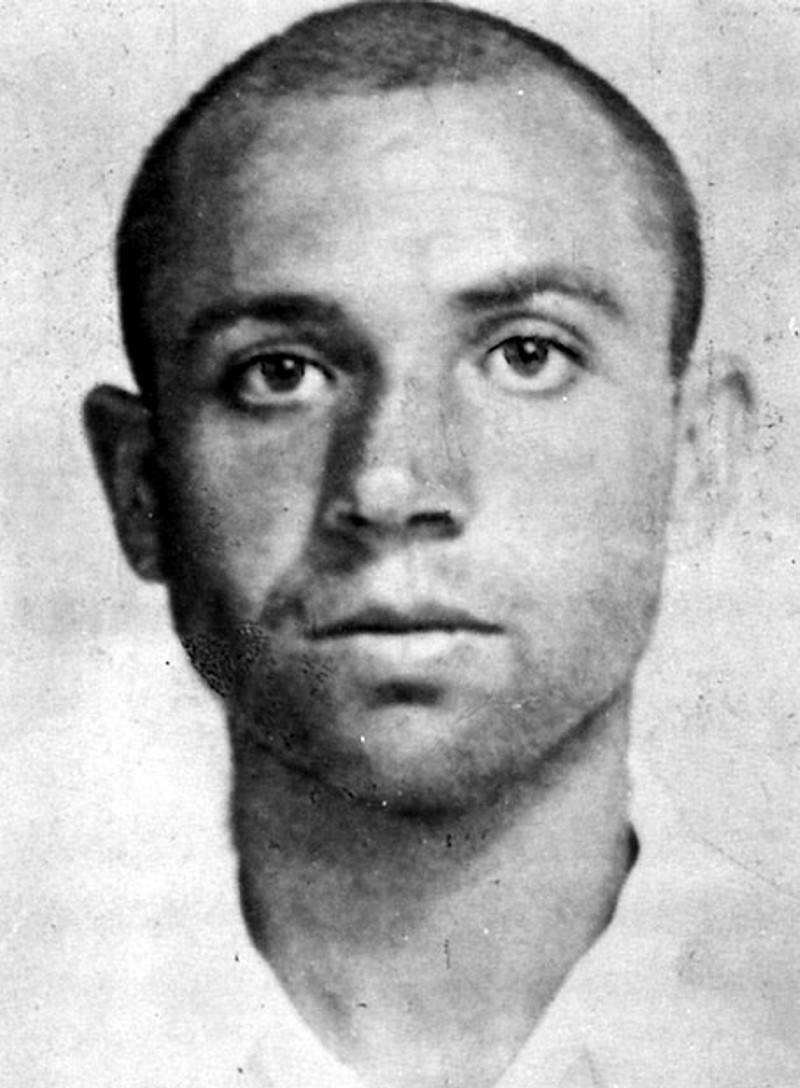
Miguel Hernández (1939)

Miguel Hernández Gilabert (* 30. Oktober 1910 in Orihuela (Alicante); † 28. März 1942 in Alicante) war einer der bedeutendsten spanischen Dichter und Dramatiker des 20. Jahrhunderts.

## Leben
Miguel Hernández Gilabert war der Sohn des Ziegenhirten Miguel Hernández Sánchez und dessen Frau Concepción Gilabert. Er hatte sechs Geschwister, von denen drei früh starben. Seine Mutter war eine kränkliche Frau (sie litt unter chronischer Bronchitis), die deshalb oft im Bett bleiben musste. Schon im jungen Alter wurde er zum Ziegenhirten. In den Jahren 1915/16 besuchte er die Schule der Nuestra Señora de Monserrat und von 1918 bis 1923 das Lehrzentrum von Amor de Dios. Im Jahr 1923 besuchte er die Schule Santo Domingo de Orihuela, die von Jesuiten geleitet wurde. Ihm wurde ein Stipendium zur Fortsetzung seiner Ausbildung vorgeschlagen, was sein Vater jedoch ablehnte, da er bei der Arbeit die Hilfe seines Sohnes benötigte.
Mit 14 Jahren musste er deshalb die Schule verlassen. Doch die Begeisterung für Literatur und Dichtung war so groß, dass Miguel viel Zeit in Bibliotheken mit dem Studium der Werke großer Autoren des Siglo de Oro (Cervantes, Lope de Vega, Calderón de la Barca und Luis de Góngora) verbrachte. Während seiner kurzen Schulzeit lernte er José Marín Gutiérrez alias Ramón Sijé kennen, der in seinem späteren Leben eine bedeutende Rolle übernahm. Im Jahr 1929 wurde in einer Lokalzeitung namens El Pueblo sein erster Artikel publiziert.
Im Jahr 1932 fuhr Hernández zum ersten Mal nach Madrid, jedoch ohne großen Erfolg. Bei seinem zweiten Besuch in der Hauptstadt schloss er mit zwei bedeutenden Dichtern Bekanntschaft, Pablo Neruda und Vicente Aleixandre. Fünf Jahre später heiratete Hernández Josefina Manresa, eine Frau aus seiner Heimatstadt. Bald wurde ihr Sohn geboren, der jedoch schon im Jahr 1938 starb. Hernández schrieb sowohl für seinen verstorbenen Sohn (Hijo de la luz y la sombra) als auch für seinen zweiten Sohn (1939–1982) Gedichte. Er kämpfte während des Spanischen Bürgerkriegs für kurze Zeit im 5. Regiment auf Seiten der Republikaner. Durch seinen Gedichtband Viento del pueblo (1937) wurde er zu einem wichtigen Dichter des Freiheitskampfes. Im Sommer 1937 nahm er am 2. Internationalen Kongress antifaschistischer Autoren der Allianz der antifaschistischen Intellektuellen teil, deren Mitglied er war, und reiste danach für kurze Zeit in die Sowjetunion.
Miguel Hernández war seit 1936 Mitglied der Kommunistischen Partei Spaniens.
Im April 1939 erklärte Franco den Bürgerkrieg für beendet, worauf Miguel versuchte nach Portugal zu fliehen. Kurz hinter der Grenze bei Huelva wurde er jedoch von der portugiesischen Polizei festgenommen und an die spanische Guardia Civil ausgeliefert. Er wurde von Huelva nach Sevilla gebracht und verbüßte in Madrid einen Teil seiner Haftstrafe, wo er Nanas de la cebolla schrieb. Im März 1940 wurde Miguel Hernández durch ein Militärgericht, an dem der Richter Manuel Martínez Margallo und der Sekretär Antonio Luis Baena Tocón mitwirkten, zum Tode verurteilt. Kurze Zeit später wurde das Urteil aufgrund internationaler Proteste auf 30 Jahre Haft beschränkt. Unter den unmenschlichen Bedingungen wechselnder Haftanstalten erkrankte er an einer Lungenentzündung, an Bronchitis und an Typhus. Am 28. März 1942 starb Miguel Hernández im Reformatorio de Alicante an Tuberkulose. Er war das einzige Mitglied der Generación del 27, das keiner gutbürgerlichen Familie entstammte und keine umfassende Ausbildung genießen konnte. Gelegentlich wird er auch der Generación del 36 zugerechnet.
Im Februar 2011 lehnte es der Oberste Gerichtshof in Madrid ab, das Todesurteil auf einen Antrag der Familie Hernández hin aufzuheben. Die Fünfte Kammer des Gerichtshofs wies darauf hin, dass das Gesetz zur historischen Erinnerung aus dem Jahre 2007 alle aus politischen oder ideologischen Gründen gefällten Urteile der Justiz während der Franco-Zeit als unrechtmäßig bezeichnet.

## Weitere Werke
- Perito en Lunas (1934)
- El rayo que no cesa (1936)[4]
- El labrador de más aire (1936)
- Teatro en la Guerra - La cola, El hombrecito, El refugiado, Los sentados (1937)
- Viento del pueblo (Valencia 1937)
- El hombre acecha (1938–1939)
- Cancionero y Romancero de Ausencias (unvollendet, 1938–1942)
- Pastor de la muerte (Drama, 1937)

### Deutsche Ausgaben
- Gedichte. Poemas. Ausgewählt und übertragen von Erich Arendt und Katja Heyer-Arendt. Kiepenheuer & Witsch, 1965 (zweisprachig).
- Der Ölbaum schmeckt nach Zeit. Verlag Volk und Welt, 1972, ISBN 978-5-487-95847-1.

### Vertonte Gedichte
Folgende Gedichte wurden vom Liedermacher Joan Manuel Serrat (* 1943 in Barcelona) vertont und gesungen:
- Canción del esposo soldado
- Cerca del agua
- Como el toro he nacido para el luto
- Dale que dale
- Del ay al ay por el ay
- El mundo de los demás
- El niño yuntero
- Fue una alegría de una sola vez
- Hijo de la luz y de la sombra
- La boca
- La palmera levantina
- Las abarcas desiertas
- Llegó con tres heridas
- Menos tu vientre
- Nanas de la cebolla
- Para cuando me ves tengo compuesto
- Para la libertad
- Romancillo de Mayo
- Si me matan, bueno
- Sólo quien ama vuela
- Tus cartas son un vino
- Umbrío por la pena
- Uno de aquellos o [Al soldado internacional caído en España]

Das Gedicht Vientos del pueblo me llevan wurde von den Liedermachern Joan & José vertont und gesungen.
Anlässlich Miguel Hernández’ 100. Geburtstag vertonte der spanische Musiker Nach 2010 ein Lied zu dessen Ehren mit dem Titel Hoy converso con Miguel, das auch eine Reihe von Zitaten aus den Werken von Hernández beinhaltet.

## Ehrung
- Im Jahr 2017 wurde der Asteroid (6138) Miguelhernández nach ihm benannt.